# Dendronotus patricki
Dendronotus patricki is een slakkensoort uit de familie van de Dendronotidae. De wetenschappelijke naam van de soort is voor het eerst geldig gepubliceerd in 2011 door Stout, N.G. Wilson & Valdés.